# Etiopiens fodboldlandshold
Etiopiens fodboldlandshold repræsenterer Etiopien i fodboldturneringer og kontrolleres af Etiopiens fodboldforbund.